# Tjällmo
Tjällmo är en tätort i Motala kommun. Den är belägen längs länsväg 211, 20 km norr om sjön Boren och är kyrkbyn i Tjällmo socken. 

## Befolkningsutveckling
| Befolkningsutvecklingen i Tjällmo 1950–2020 | Befolkningsutvecklingen i Tjällmo 1950–2020 | Befolkningsutvecklingen i Tjällmo 1950–2020 | Befolkningsutvecklingen i Tjällmo 1950–2020 | Befolkningsutvecklingen i Tjällmo 1950–2020 |
| ------------------------------------------- | ------------------------------------------- | ------------------------------------------- | ------------------------------------------- | ------------------------------------------- |
|                                             |                                             |                                             |                                             |                                             |
| År                                          |                                             |                                             | Folkmängd                                   | Areal (ha)                                  |
| 1950                                        | 1950                                        |                                             | 244                                         |                                             |
| 1960                                        | 1960                                        |                                             | 349                                         |                                             |
| 1965                                        | 1965                                        |                                             | 421                                         |                                             |
| 1970                                        | 1970                                        |                                             | 452                                         |                                             |
| 1975                                        | 1975                                        |                                             | 617                                         |                                             |
| 1980                                        | 1980                                        |                                             | 634                                         |                                             |
| 1990                                        | 1990                                        |                                             | 640                                         | 84                                          |
| 1995                                        | 1995                                        |                                             | 613                                         | 84                                          |
| 2000                                        | 2000                                        |                                             | 562                                         | 84                                          |
| 2005                                        | 2005                                        |                                             | 578                                         | 84                                          |
| 2010                                        | 2010                                        |                                             | 557                                         | 71                                          |
| 2015                                        | 2015                                        |                                             | 518                                         | 77                                          |
| 2020                                        | 2020                                        |                                             | 494                                         | 72                                          |
|                                             |                                             |                                             |                                             |                                             |

## Samhället
På orten finns (2016) bland annat en grundskola, en livsmedelsbutik, en glassbutik och en pizzeria samt Tjällmo kyrka med en berömd orgel från 1700-talet. 2018 har Tjällmo en ICA och en brandkår.
Tjällmo har kollektivtrafik genom Östgötatrafikens landsbygdslinje 623 från Borensberg.
I Tjällmo finns en idrottsklubb, Tjällmo IF som driver barn och motionsidrott.